# 林煥文
林煥文（1888年7月29日—1931年6月23日），號彬南，生於今苗栗縣頭份鎮，出身客家望族，為作家林海音之父。

## 生平
父林台原為前清秀才，不僅在地方上享有文名，平日亦常協助調解地方上紛爭。頭份公學校畢業後，進入台灣總督府國語學校就讀，晚一期學弟有蔡培火、晚二期學弟鍾會可（鍾肇政之父）等人。畢業後曾在新埔、頭份公學校任教，其中學生包括後來的知名作家吳濁流。
不久林氏辭去教職，應板橋林家之聘北上，並在當地娶黃愛珍為妻，即林海音之母。1917年前往日本大阪經商，次年生一女名英子（即林海音），1920年返台，1923年攜眷至中國北京，任職於北京郵政總局，並常幫助當地台籍人士。1931年過世，享年42歲。
林氏另有一弟林炳文，林海音喚為「屘叔」，因暗中參與抗日活動，協助韓國人申采浩抗日，於1928年4月28日在滿洲、朝鮮邊境被日方逮捕，轉押大連，後兩人皆死於日人獄中。林炳文死後，其兄林煥文去大連收屍回北平之後健康狀況急劇惡化，總是吐血不止，於1931年6月去世。申釆浩後來成為韓國獨立運動史上著名英雄，但林炳文卻鮮為記載，是位無名英雄。